# Ultrassom!
«Ultrassom!» es un sencillo de la cantante y drag queen brasileña Pabllo Vittar . Fue lanzado el 23 de septiembre de 2021 como el cuarto sencillo de su cuarto EP de estudio, Lilith (2021), a través de BTM Produções Artísticas.
La canción es una regrabación hyperpop de la canción "Ultra som" de Banda Ravelli.

## Videoclip
El video musical comienza con Pabllo siendo llevado inconsciente al hospital en una camilla. Cuando se despierta, comienza la música y los médicos, interpretados por DJ Gorky y Maffalda, la empujan por el pasillo del hospital, la posición de la cámara revela que está embarazada. Cuando llegan a una habitación, los médicos le hacen una ecografía a Pabllo, pero la televisión solo muestra una balada al estilo de los años 2000. Los médicos miran directamente  el útero de Pabllo, pero pronto se asustan y son absorbidos por su vientre, donde está la balada.
La historia del clip hace referencia a un rumor en Internet de que Pabllo estaba embarazada, lo cual era una noticia falsa.